# Japo Kasa
Japo Kasa (auch nur: Japo) ist eine Ortschaft im Departamento Cochabamba im südamerikanischen Andenstaat Bolivien.

## Lage im Nahraum
Japo Kasa ist eine Ortschaft des Kanton Challa im Municipio Tapacarí in der Provinz Tapacarí. Es liegt auf einer Höhe von 4189 m auf einem Bergrücken nordöstlich des Río Mujlli, eines Zuflusses zum Río Tacopaya, einem der Quellflüsse des bolivianischen Río Grande. Bei Japo Kasa entspringt auch der Río Cruz Uma, der von hier aus in nördlicher Richtung fließt und über den Río Tallija, den Río Leque, den Río Ayopaya und den Río Sacambaya zum Río Cotacajes wird, der sich flussabwärts mit dem Río Santa Elena zum Río Alto Beni vereinigt.

## Geographie
Japo Kasa liegt östlich des bolivianischen Altiplano in den östlichen Ausläufern der Serranía de Sicasica. Das Klima ist ein typisches Tageszeitenklima, bei dem die täglichen Temperaturschwankungen höher ausfallen als die jahreszeitlichen Schwankungen.
Die mittlere Durchschnittstemperatur der Region liegt bei etwa 6 °C (siehe Klimadiagramm Japo) und schwankt nur unwesentlich zwischen 2 °C im Juni und Juli und gut 8 °C im November und Dezember. Der Jahresniederschlag beträgt etwa 650 mm, bei einer ausgeprägten Trockenzeit von Mai bis August mit Monatsniederschlägen unter 10 mm, und einer Feuchtezeit von Dezember bis Februar mit bis zu 155 mm Monatsniederschlag.

## Verkehrsnetz
Japo Kasa liegt in einer Entfernung von 125 Straßenkilometern südwestlich von Cochabamba, der Hauptstadt des Departamentos.
Von Cochabamba aus führt in westlicher Richtung die asphaltierte Nationalstraße Ruta 4 über die Städte Quillacollo und Parotani in das karge Bergland der Serranía de Sicasica und weiter über Challa Grande und Tallija Confital nach Japo Kasa. Westlich von Japo Kasa verläuft die Straße weiter nach Lequepalca und Caracollo, wo sie auf die Ruta 1 stößt, die den Altiplano von Norden nach Süden durchquert und Verbindungen nach La Paz, Oruro und Potosí herstellt.

## Bevölkerung
Die Einwohnerzahl der Ortschaft ist in den vergangenen zwei Jahrzehnten zurückgegangen:
| Jahr | Einwohner | Quelle       |
| ---- | --------- | ------------ |
| 1992 | 496       | Volkszählung |
| 2001 | 431       | Volkszählung |
| 2012 | 389       | Volkszählung |
| 2024 |           | Volkszählung |

Die Region weist einen hohen Anteil an Quechua-Bevölkerung auf, in dem Municipio Tapacarí sprechen 75,5 Prozent der Bevölkerung die Quechua-Sprache.